# USS Albacore (AGSS-569)
El USS Albacore, AGSS-569, fue un submarino experimental de la Armada estadounidense. De propulsión diésel-eléctrica y con un desplazamiento de 1.810 toneladas. La finalidad del proyecto fue la investigación de nuevos conceptos hidrodinámicos como objetivo desarrollar soluciones del casco y las tecnologías necesarias para la construcción de submarinos, que deberían caracterizarse por una alta velocidad y maniobrabilidad bajo el agua. La construcción comenzó en 1949 y el período de servicio de la unidad se extendió entre los años 1953 al 1972. Como resultado de los experimentos, se obtuvo información que permitió un cambio radical en el enfoque de la forma de los submarinos y muchos elementos del sistema de propulsión. Estos cambios afectaron la forma en que se construyen los submarinos no solo en los Estados Unidos sino también en todo el mundo. 
Después del final del servicio, desde 1985 el barco sirve como buque museo.
El nombre Albacore hace referencia al atún blanco también llamado bonito del norte.

## Antecedentes

### Segunda Guerra Mundial
En 1943, los Aliados habían fortalecido significativamente las capacidades de sus fuerzas antisubmarinas y conseguido la cobertura aérea gracias a los aviones de gran autonomía. Hasta esa fecha los submarinos era buque pensados para navegar en superficie, que se sumergían para atacar. El ingeniero alemán Hellmuth Walter antes del inicio de la Segunda Guerra Mundial se había interesado en un sistema de propulsión independiente de aire AIP, una turbina que funcionaba con peróxido de hidrógeno. En 1937 convenció a Karl Dönitz de la utilidad de su invención. Y obtuvo autorización para construir un prototipo de submarino, el V80. Al no depender del aire, los diversos prototipos derivados estaban optimizados para la navegación submarina, incluso había sido sometidos a pruebas en túneles de viento y consiguieron una elevada velocidad sumergidos. Bajo las nuevas condiciones, la velocidad y la autonomía sumergido se volvió más importante que la velocidad de superficie. Estas características eran propias de los diseños de Walter, pero el sistema de propulsión no estaba lo suficientemente maduro, solo se empleo en los pequeños submarinos costeros tipo XVII. Pero los diseños de Walter estaban pensados para albergar una gran cantidad de peróxido de hidrógeno, y este espacio se empleo para colocar una gran cantidad de baterías. Sobre esta base se desarrollaron los nuevos barcos alemanes del tipo XXI, seguían empleando motores diésel con snorkel pero disponía de una gran capacidad de acumulación en las baterías. Por ese motivo recibieron el sobrenombre de "Elektroboot".  Mientras que anteriormente los submarinos tenían una proa afilada, lo que garantizaba una alta velocidad de superficie, así como una superestructura desarrollada con muchas partes sobresalientes (cañones, barandillas, etc.), los nuevos barcos alemanes tenían contornos redondeados de proa y una superestructura más hidrodinámica. Debido a estas innovaciones, la velocidad y la autonomía sumergidos aumento significativamente.

### Guerra Fría
Después de la guerra, los aliados capturaron barcos y su documentación. Los estadounidenses disponían de muchos submarinos modernos y no querían construir otros nuevos. Por lo tanto, centrándose en la experiencia alemana, Estados Unidos desarrolló un programa para modernizar los submarinos existentes, el programa GUPPY  (Programa de potencia superior de propulsión submarina).
Pero pronto comenzó la Guerra Fría. La efectividad de los submarinos en la Segunda Guerra Mundial convenció tanto a la Marina soviética como a la de los Estados Unidos de que la guerra submarina jugaría un papel aún más importante en los conflictos venideros y dictaría el desarrollo de submarinos. El advenimiento de la energía nuclear alimentó la esperanza de que tales buques de guerra pudieran ser producidos. El esfuerzo para lograr este objetivo implicó el desarrollo de un sistema de propulsión nuclear y el diseño de un casco submarino hidrodinámico capaz de un rendimiento óptimo sumergido.
En 1945, la Armada estadounidense, decidida a conseguir submarinos rápidos, estaba conceptualmente más cerca del diseño alemán de los submarinos tipo XXVI que del tipo XXI ya construidos. Sin embargo, fue una gran sorpresa para los diseñadores de los barcos de la Armada de los Estados Unidos descubrir que Alemania carecía de la implementación del proyecto para construir unidades XXVI, ya que creían como "casi listo". De hecho, los alemanes no tenían la maquinaria adecuada para submarinos tan avanzados, pero, sobre todo, no tenían el conocimiento hidrodinámico necesario para este proyecto. Los conjuntos de propulsión diseñados para submarinos alemanes de alta velocidad después de las pruebas en la Estación Experimental de Ingeniería Naval en Annapolis demostraron ser técnicamente ineficientes e incluso peligrosos, ya que su diseño reflejaba la prisa que acompañaba su creación.
Por esta razón, los diseñadores de la Oficina de Buques - BuShips, responsables de la construcción de barcos para la Marina de los EE. UU., decidieron buscar alternativas de propulsión distintas a la turbina Walter. Las dificultades hidrodinámicas fueron aún más problemáticos. Los diseñadores de navel del Tercer Reich estaban orgullosos de la oportunidad de probar cascos submarinos avanzados en un túnel de viento , pero poco después de la guerra resultó que su conocimiento de la hidrodinámica de esta clase de naves era superficial en el mejor de los casos. La forma del casco de los barcos alemanes de alta velocidad estaba condicionada por el sistema interno de "ocho" para contener peróxido de hidrógeno en la parte inferior.(perhidrol), como resultado de lo cual era mucho más profundo que ancho, de hecho, era solo racionalización, no optimización. Además, los alemanes se toparon con el problema de la inestabilidad del barco a altas velocidades bajo el agua, que no pudieron resolver antes del final de la guerra. Sin una solución a este problema, independientemente del sistema de propulsión utilizado, no es posible construir una nave operativa rápida. Para abordar todos los problemas relacionados con la necesidad de proporcionar buques capaces de desarrollar velocidades muy altas bajo el agua, la Marina de los EE. UU. emprendido una serie de programas de desarrollo extensivos en diversos campos de la ciencia y la ingeniería. Como parte de la serie de programas GUPPY consideró el uso de varios tipos de fuentes de potencia, incluido el sistema Walter con cámara interna del ciclo de condensación (Alton), cámara externa del ciclo de condensación (Elis), turbina de gas en ciclo semicerrado (Gentry y Wolverine), turbina de gas y motor diésel de circuito cerrado (Gumbo). Paralelamente, el programa para la construcción y construcción del reactor de energía nuclear (Genie) ha estado funcionado durante varios años.
Desde 1946, la mayor esperanza era la fuente de energía nuclear, pero a finales de los años 50, existen nuevas opciones en forma de una pila de combustible (originalmente llamada batería primaria ) y el motor Stirling. El último de ellos, sin embargo, no encajaba en los programas de trabajo de propulsión BuShips en 1946. Además de los programas para nuevos sistemas de propulsión de buques existentes incluidos en los programas GUPPY, el programa de propulsión nuclear estadounidense iniciado en 1939 se hizo cada vez más importante. Este tipo de propulsión creó un potencial inalcanzable para otros tipos de propulsión eléctrica y, desde un punto de vista técnico, en la práctica, la independencia total de la nave del mundo exterior.
A fines de la década de 1940, en Estados Unidos se estaba trabajando para crear plantas de energía atómica y motores anaeróbicos no convencionales. Se suponía que su uso en submarinos alcanzaría una gran autonomía y altas velocidades submarinas. Entonces, en el quinto simposio submarino se observó que si la planta de potencia con una capacidad de 67,000 H.P. cabe fácilmente en el desplazamiento de un destructor de 3000 toneladas, instalado en un submarino de 3000 toneladas, alcanzará una velocidad de 50 nudos (92.6 km / h). Para tener éxito en la creación de submarinos de alta velocidad, había una necesidad urgente de trabajo de investigación sobre el desarrollo de los contornos del casco y el método de control de la embarcación a altas velocidades

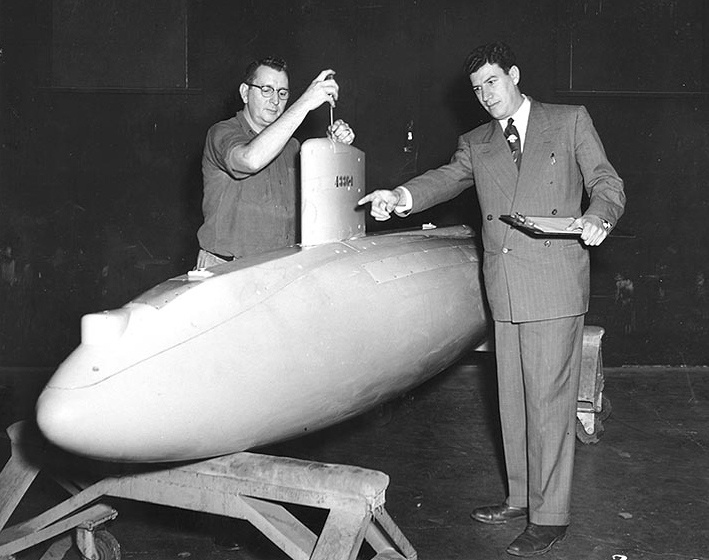
Modelo de "Albacore” en el David Taylor Model Basin

La otra área de investigación para la Marina de los EE. UU. fue el tema de la hidrodinámica de los submarinos y sus sistemas de dirección y control. Las obras en estas esferas se confiaron al laboratorio de David Taylor Model Basin. Rápidamente se hizo evidente que no se sabe mucho en la práctica sobre la resistencia en el agua a altas velocidades, por lo tanto, la investigación se centró originalmente en determinar las leyes fundamentales que rigen la resistencia bajo el agua. El 8 de julio de 1946, la Oficina de Construcción Naval mandó al grupo de prueba estudiar modelos para encontrar la forma del casco de un submarino de alta velocidad, conocido como la "Serie 58" . Se suponía que las pruebas de varios modelos revelarían los factores fundamentales que afectan la resistencia (. 26 de julio de ese año, Kenneth SM Davidson, jefe de la sección de hidrodinámica del Comité de Guerra Submarina recomendó que el Capitán Harold Sanders, el jefe del centro de pruebas, en lugar de mejorar los contornos de los submarinos existentes, comience desde cero y considere contornos de casco completamente nuevos. En términos de forma de casco, los análogos más cercanos a los submarinos se consideraron los dirigibles. Por lo tanto, consideramos modelos en forma de cuerpos de revolución con diferentes formas de proa y popa y varias proporciones de longitud a diámetro. En abril de 1950 se publicó un informe secreto con los resultados de las pruebas de los modelos que recibieron la designación "Serie 58". Según los hallazgos del informe, el más efectivo fue el caso con una relación longitud-ancho de 6.8, con un estrechamiento suave en su parte trasera. Las formas con una relación de longitud a anchura en el rango de 5 a 9 también tenían características aceptables. El uso de una forma cilíndrica, que era más ventajosa desde el punto de vista del diseño interno, también se consideraba aceptable.
Estudios adicionales demostraron que las mejores cualidades propulsoras se logran utilizando una única hélice. Pero ninguno de estos estudios ayudó a resolver los problemas de manejo de embarcaciones a altas velocidades. En 1949, durante un panel científico dedicado a la hidrodinámica de objetos sumergidos en agua con la participación de representantes de la Academia Nacional de Ciencias de los Estados Unidos, se propuso construir una unidad submarina experimental, el equivalente a los aviones X(, que se utilizaría para la investigación práctica sobre temas de hidrodinámica y control de submarinos. En los años siguientes, un grupo de oficiales de la flota dirigido por el contraalmirante Charles B.Momsen, asistente del jefe de operaciones navales para la guerra submarina, promovió agresivamente la idea de crear un submarino experimental de alta velocidad. Esta propuesta condujo a la construcción de la unidad experimental USS "Albacore", que entró en servicio el 6 de diciembre de 1953.

## Diseño
El "Albacore" fue creado principalmente como un submarino experimental para probar nuevas soluciones estructurales. Se creía que la alta velocidad bajo el agua haría imposible usar los tipos de armas existentes en él. En base a esto, otra tarea del "Albacore" fue usarlo como un objetivo veloz para probar y mejorar las nuevas armas antisubmarinas.
La propuesta de proporcionar una forma variable del casco y los timones no fue apoyada. Se suponía que el submarino experimental era más rápido que los submarinos del programa Guppy e idealmente desarrollaría una velocidad de 25 nudos, como submarinos diseñados con un motor anaeróbico y nuclear. El diseño "Albacore" estaba bajo el control directo de Momsen, quien les dio a los diseñadores total libertad de creatividad. La velocidad debía proporcionarse a cualquier costo, incluso debido a una disminución en las características de rendimiento.

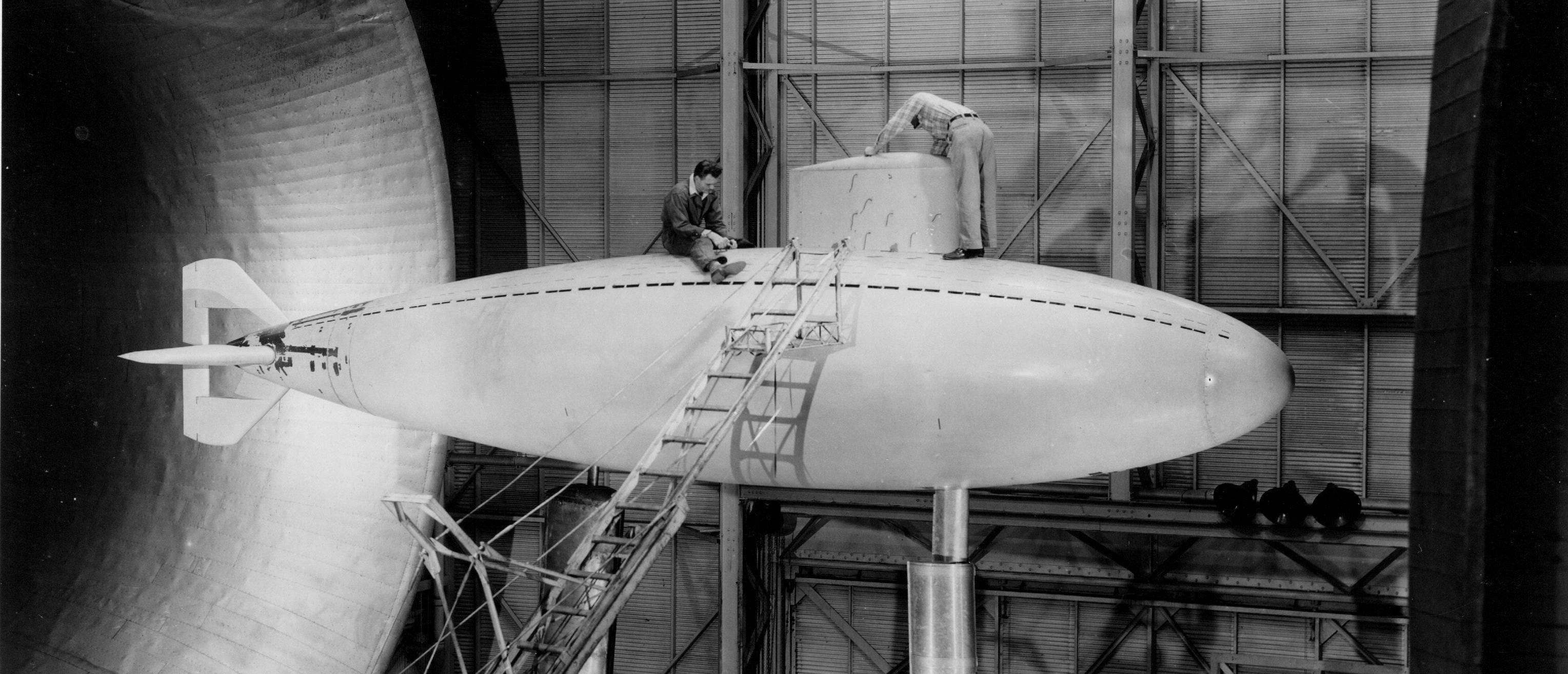
Modelo de "Albacore” en el túnel de viento en Langley

El Dr. Davidson, profesor del Instituto Tecnológico, propuso el casco de un diseño radicalmente nuevo en el departamento de diseño de la Oficina de Construcción Naval. Stevens y John C. Niedermair. El casco era un cuerpo de revolución, en forma similar a una aeronave. Esta elección no es accidental, porque, a pesar de la diferencia en la densidad del aire y del agua de mar, los parámetros principales de su flujo son similares. Se emplearon las ideas de Hilda Lyon, responsable de la forma de la aeronave R-101 para la elaboración de la forma del casco. Sobre la base de estas elaboraciones, se creó un modelo del submarino de 30 pies (9,15 m), que luego se estudió en un túnel de viento en la NASA AFB Langley  en Hampton, Virginia.
Para garantizar la máxima velocidad, se eligió la forma del cuerpo como en el modelo más ideal de la Serie 58: un cuerpo de rotación sin secciones cilíndricas, con un estrechamiento en las extremidades. La única hélice estaba ubicado en el eje de rotación y fue accionado por un motor eléctrico Westinghouse de 7500 caballos de fuerza. Como se suponía que debía usarse como objetivo, el submarino se hizo de acuerdo con un esquema de dos cascos. Para minimizar el tamaño de la vela, se rechazó la instalación del tubo respirador. Todos los dispositivos deslizantes se combinaron en un mástil extensible multipropósito, que luego se convirtió en el estándar para los submarinos estadounidenses .
El "Albacor" fue diseñado con la posibilidad de ascenso de emergencia al inundar uno de los compartimentos. La única forma de cumplir con este requisito, con un diámetro tan grande de la caja, es minimizar la longitud de los compartimentos. Dos motores Pancake - Los motores diésel GM fueron tomados como motores de aguas superficiales y para cargar baterías desde embarcaciones Teng 16-338 con una disposición horizontal de cilindros. En comparación con los motores tradicionales, proporcionaron ahorros significativos en peso y espacio. La planta de energía podría ser controlada por una sola persona, ya que todos los sistemas de control estaban concentrados en un solo lugar. En los tipos anteriores de submarinos, las válvulas del sistema de purga del tanque de lastre se encontraban en diferentes compartimentos, en el Albacore todo se reducía a la presión de un solo botón, que también se convirtió en el estándar en el futuro.
Para ahorrar espacio, se decidió controlar un bote de tipo avión con un operador. La planta de potencia, especialmente las baterías, eran tan pesadas que tuvieron que ahorrar en el peso en el casco resistente. Cuando se fabrica con acero ordinario de alta resistencia, la profundidad de trabajo sería de 500 pies. Para aumentarlo, el casco resistente estaba hecho de aleación HY-80, el llamado HTS "bajo en carbono". El uso del HY-80 proporcionó una profundidad de inmersión de 600 pies, que la verdad aún era inferior a 700 pies, el estándar actual de la flota. Las pruebas de resistencia del modelo a escala también mostraron que los métodos existentes para calcular la resistencia no se pueden utilizar y se requiere el desarrollo de otros nuevos.
El cuerpo en forma de cuerpo de revolución resultó ser dinámicamente estable a todas las velocidades. En este caso, el submarino se sumergía más rápido y fue más maniobrable. Para comparar, los submarinos Guppyy de la clase Teng no eran estables en profundidad a velocidades superiores a 8 nudos, ya que la cubierta plana de la superestructura comenzó a desempeñar el papel de "timones horizontales". El Albacore se carecía de este problema y tuvo que responder a la pregunta de qué tan sostenible debería ser la gestión de un submarino de alta velocidad. Debe ser libre de maniobrar o debe estar protegido contra "inmersiones" no autorizadas a profundidades cercanas a la máxima. De hecho, con un diferencial de 30 ° en la proa, un submarino a una velocidad de 30 nudos podría hundirse 500 pies en solo 20 segundos. Para responder a esta pregunta, el sistema de control Albacore fue diseñado con protección conmutable. La alta maniobrabilidad del tipo de cambio era tan valiosa que era necesario sacrificar la protección contra el "buceo" accidental al maniobrar en profundidad. Más tarde, en el Albacore, fue necesario instalar placas de frenado para reducir la velocidad durante una inmersión no autorizada al maniobrar en profundidad. 
Al igual que con los submarinos alemanes de alta velocidad de la Segunda Guerra Mundial, el control del barco lo realizaba una persona. El submarino era tan similar en su comportamiento a un "avión" submarino que los operadores primero entrenaron para controlar una aeronave. En las primeras etapas de la prueba, se descubrió que era difícil mantener el rumbo a alta velocidad debido a una reacción brusca al desplazamiento del timón. El timonel también necesitaba nuevos instrumentos, como un puntero para cambiar la velocidad de inmersión, a fin de comprender que el bote había abandonado la "inmersión". El Albacore también estaba equipado con una dirección automática con una computadora analógica, lo que ayudó a suavizar las maniobras.

## Construcción
|  |

La  sección transversal del casco estaba lo más cerca posible del círculo. La relación de longitud a ancho es de 7.5: 1. El arco fue redondeado, la popa tenía una forma cónica y la parte central era un cuerpo de revolución. La cabina fue aerodinámica, y todo lo que se retiró del casco tanto como sea posible, lo que podría aumentar la turbulencia del flujo hidrodinámico del agua: cañones, bolardos, rieles, etc. 9,15 m. Pero luego la longitud se incrementó a 62,2 m (204 pies), el ancho se redujo a 8,23 m (27 pies). El desplazamiento de la superficie disminuyó a 1517 toneladas. El casco resistente se fabricó primero de acero de alta resistencia HY-80 (HY - acero de alta resistencia ; martensítico endurecido y templado acero con un límite elástico de al menos 80 mil libras por pulgada cuadrada (552 MPa ) )  - el llamado acero de alta resistencia “bajo en carbono” (HTS ), y proporcionó una profundidad de inmersión de trabajo de 600 pies. La carcasa ligera y las estructuras internas estaban hechas de HTS. En la parte central, el robusto casco tenía un diámetro de 6,4 m (21 pies), 1,2 m más que la clase Teng. Esto prácticamente corresponde a la altura de tres pisos adoptados en los Estados Unidos.
El plan original era instalar un motor eléctrico con una capacidad de 4000 H.P., con el cual el barco podría desarrollar una velocidad máxima de 27.4 nudos. En la versión final, se instaló un motor eléctrico de 7500 H.P. Alimentado con una batería de plomo-ácido que consta de 500 células. La carga de la batería fue suficiente para moverse a toda velocidad durante 30 minutos o a una velocidad de 21.5 nudos durante una hora. Para cargar la batería, se utilizaron generadores diésel. Dos motores diésel con cilindros horizontales (el llamado motor de panqueque) General Motors 16-338, desarrolló una capacidad de 1000 H.P. a una velocidad de 1600 rpm. El motor diésel se combinó con un generador eléctrico en una sola unidad y fue un desarrollo adicional del modelo 16-184A, que se utilizó con éxito durante la Segunda Guerra Mundial como un motor de pequeños barcos antisubmarinos . El motor de 16 cilindros tenía un eje dispuesto verticalmente y cuatro filas de cuatro cilindros ubicados en un ángulo de 90 ° entre sí. Cuatro filas de cilindros apilados uno encima del otro, esta configuración de motor se llama panqueque. Se utilizaron los mismos motores diésel en la cantidad de cuatro piezas Submarino tipo "Teng" . En comparación con los motores diésel tradicionales, ocupaban mucho menos espacio. Pero en los barcos del tipo Teng, fueron reemplazados rápidamente por motores diésel del esquema habitual. En estos barcos, los motores demostraron ser de mal humor en funcionamiento y difíciles de mantener. El aceite, que a menudo se escapaba de los cilindros, cayó inmediatamente sobre el generador ubicado debajo. Y debido a la alta velocidad de rotación, el motor estaba sujeto a fuertes vibraciones, y el ruido desarrollado alcanzó 140 decibelios.
Estaba equipado con una sola hélice con un diámetro de 11 pies y grandes timones ubicados detrás de ellos. Equipado con grandes superficies de dirección condujo a efectos inesperados. La peor sorpresa fue un giro brusco al girar. Cuando el submarino giró en una posición submarina, la caseta de cubierta comenzó a desempeñar el papel de una especie de "ala hidráulica". La fuerza hidrodinámica que actúa sobre él durante un giro inclinó el bote hacia el giro. En este momento, tanto la timonera como el timón vertical, además de girar, comenzaron parcialmente a desempeñar el papel de timones horizontales, obligando al barco a hundirse. Debido a este efecto, cualquier giro en la posición submarina fue inevitablemente acompañado por una "inmersión" no planificada del bote. Cuanto mayor es la velocidad, más se manifiesta este efecto. Para compensarlo, se instaló un volante vertical adicional en el borde trasero de la cerca de la caseta del timón. Al usar este timón, una fuerza hidrodinámica significativa actuó sobre la caseta del timón. Además, con el uso simultáneo de timones verticales de popa y corte, desempeñaron el papel de un "freno". Afortunadamente, la timonera rara vez se usaba .
Los tipos anteriores de submarinos estaban controlados por tres personas. Un timonel vertical dirigió el submarino a lo largo del recorrido, y una persona en proa y otra a popa controlaba los timones horizontales, es decir, la maniobra del submarino en profundidad. En el Albacore, tal esquema fue abandonado, ya que no proporcionó una respuesta oportuna a los equipos durante una maniobra de alta velocidad. Es cierto que luego se negaron a controlar a una persona, ya que requería la participación de la automatización (computadora) para coordinar el control. La flota no estaba segura de la confiabilidad de las computadoras. Por lo tanto, la gestión de "Albacora" fue realizada por dos personas. Uno condujo el submarino vertical y horizontalmente (rumbo y profundidad). Y el segundo controló el giro del bote durante las maniobras. El "Albacore" estaba equipado con un sistema de control automatizado tipo avión, con "joysticks" .
El Albacore no tenía armas de torpedo. Aunque se hicieron intentos para establecerlo incluso después de la construcción, como lo señaló el almirante Ignatius J. Galantin:
Si se instalara el armamento de torpedos, obtendríamos un barco de dudosas cualidades de combate, al tiempo que perderíamos la flexibilidad y el tiempo necesarios para desarrollar nuevas soluciones de diseño.

## Modificaciones
El "Albacore" fue concebido como un banco para probar varias soluciones tecnológicas y de diseño. Por ese motivo sufrió cuatro modificaciones importantes llamadas fase. La configuración inicial del submarino se considera "Fase I". Además se realizaron varias modificaciones pequeñas, para solucionar problemas operativos..

### Fase II
|  |

Entre 1956 a 1957, pasó por la modificación de la "Fase 2" . Inicialmente, en la "Fase 1", los timones estaban ubicados detrás de una sola hélice, como en un barco alemán Tipo XVII. Esta disposición del timón funcionó muy bien a bajas velocidades y fue bastante efectiva a altas velocidades. A altas velocidades, se utilizaron trimmers como en los aviones. En la Fase 2, las superficies de dirección se situaron guas arriba de la hélice. Se empleó un esquema similar al del submarino Holland y al del submarino S-3 de la Primera Guerra Mundial, pero en ese momento se reconoció como ineficaz. Se instaló una hélice de mayor diámetro: 14 pies, en lugar de 11 pies el anterior. Se aplicó un sistema de reducción de ruido. Todos los mecanismos y el sistema de tuberías fueron insonorizados de la caja con amortiguadores de goma. Para absorber la vibración y amortiguar el ruido de la corriente de agua, todas las partes en contacto con el agua, la superficie exterior del casco y las superficies internas de los tanques de lastre, se recubrieron con un plástico especial a base de agua, Aquaplas. Se instaló los sistemas GAS AN / BQS-4 detrás de un carenado de plástico .
En 1958, los timones horizontales de proa fueron desmantelados. Se necesitaban principalmente para maniobrar a profundidad de periscopio y bajas velocidades, modos en los que prácticamente no se utilizaba el Albacore. Al mismo tiempo, los timones eran una fuente adicional de resistencia, y sus mecanismos ocupaban demasiado espacio en el compartimento de proa. En 1958-1959, en la caseta del timón, por primera vez en un submarino estadounidense, se instaló una antena remolcada. La caseta del timón se arregló en el plano diametral y su control se desactivó, ya que los operadores descubrieron que el efecto de "cabezada" puede eliminarse más fácilmente cambiando los timones.

### Fase III
|  |

La modificación de la Fase III bajo el proyecto SCB182 fue presupuestada para el año fiscal 1959 y duró de 1957 a agosto de 1961. Sobre la base de la práctica de la construcción de aeronaves, se instalaron nuevos timones de popa en forma de X . La cola consistía en dos pares idénticos de superficies de dirección colocadas en un ángulo de 45 ° con respecto al plano diametral. Al mismo tiempo, fueron desplazados uno con respecto al otro para dejar espacio para las unidades y el timón de dirección. Se esperaba que la circulación fuera más aguda, por lo tanto, las unidades fueron conectadas nuevamente por el control de la caseta del timón y aumentaron su área.
Se instalaron dispositivos para evitar un "salto" agudo del bote. Detrás de la caseta del timón, alrededor de la circunferencia del casco, había diez paneles de freno con accionamiento hidráulico. Y en la parte superior de la caseta del timón se montó un paracaídas de freno retráctil de diseño similar al del bombardero B-47. El paracaídas de freno no se justificó por sí mismo: fue eliminado durante la tercera o cuarta inmersión de prueba.
Y aunque la efectividad de los protectores de freno se redujo debido al hecho de que estaban unidos al casco con la parte delantera y estaban en la capa límite de agua circulante, junto con los timones de popa en forma de X, prometieron resolver el problema de la inmersión no autorizada de la embarcación. Para la inmersión, era necesario un movimiento coordinado de ambos pares de timones, por lo que el fallo de uno de ellos no tuvo consecuencias irreversibles. Con una menor probabilidad de inmersiones no autorizadas, esto permitió realizar movimientos y maniobras a altas velocidades a profundidades más cercanas al límite.
Los timones en forma de X aumentaron la agilidad del submarino: el diámetro de la circulación táctica bajó de 300 a 165 yardas. A modo de comparación, para embarcaciones del tipo Tang, este valor era de 340 yardas. De hecho, las superficies de control en forma de X funcionaron como timones regulares más grandes. Pero no utilizaron los timones en X en embarcaciones en serie, principalmente debido a la necesidad de un control constante de la computadora, que no era del todo fiable. Aunque si fue adoptado por los submarinos suecos y holandeses Además, el funcionamiento de los timones en forma de X exacerbó una serie de problemas de manejo. El timón vertical habitual funcionaba parcialmente como un timón de profundidad solo cuando se desviaba de la vertical con un fuerte giro del bote. La forma de X siempre se ha desviado de la vertical. Y a veces, inesperadamente, la capacidad de control se perdía por completo al invertir en posición submarina.
En el año 1962 para la prueba se estableció el sistema de sonda pasiva DIMUS (DIgital MUlti-beam Steering).

### Fase IV
|  |

La modificación a la Fase IV se llevó a cabo como parte del financiamiento del presupuesto de 1961 y duró de diciembre de 1962 a febrero de 1965. Se instaló una nueva batería plata-zinc de alta capacidad en el barco. El metal para la batería se transfirió de las existencias del Departamento del Tesoro de los Estados Unidos. La nueva batería tenía una capacidad mayor que la anterior y requería 22 horas de operación de ambos generadores diésel para cargarla.
La principal innovación fue la instalación de hélices coaxiales. La segunda hélice era accionada por un motor eléctrico de 4700 caballos de fuerza. La longitud inicial aumento hasta los 64.18 metros (210.5 pies). La distancia entre las hélices fue de 3.05 m. En 1965, después de la prueba, la distancia se redujo a 2.29 m (7.5 pies) y luego a 2.68 m (8 3/4 pies). La hélice delantera con un diámetro de 3.25 m (10 2/3 pies) tenía siete palas, la trasera de 2.68 m (8 3/4 pies) tenía seis palas. la velocidad máxima aumentada a 33 nudos. En febrero de 1966, el albacora estableció un récord mundial de velocidad bajo el agua.
Para una mayor seguridad en la navegación a alta velocidad, se instaló un nuevo sistema de control que reducía el movimiento de las superficies de dirección al aumentar la velocidad. También se instaló un nuevo sistema hidráulico de emergencia para controlar la dirección de las ruedas y los frenos de las placas. Se instaló un sistema de control de sistema de propulsión semiautomático, similar a un avión. Después del accidente de Thresher, durante el cual no pudo purgar los tanques de lastre, se decidió instalar en el Albacore un sistema experimental de purga de emergencia de lastre con una presión desarrollada de 208 kg / cm² (3000 psi). También se instaló un nuevo GAS.

### Fase V
|  |

La modificación a la Fase V se llevó a cabo desde agosto de 1969 hasta agosto de 1971. El objetivo principal era instalar un sistema de inyección de un polímero líquido en la capa límite, que debería haber reducido significativamente la resistencia debido a un flujo más laminar. Las pruebas se realizaron entre septiembre de 1971 y junio de 1972. Un sistema llamado "Proyecto SURPASS" consistía en tanques, una bomba y tuberías. El sistema se instaló en el compartimento de proa. Los tres tanques flexibles contenían 40,000 galones (151.400 litros) de polímero mezclado con agua. La mezcla se roció a través de aberturas en el casco y en la proa y los timones del bote. En noviembre de 1971, en pruebas con un sistema de inyección de polímeros, la velocidad de la embarcación a la misma potencia aumentó en un 9%; con el 77% de la potencia, la embarcación desarrolló una velocidad de 21 nudos. Este caudal de polímero permitía 26 minutos de operación. A pesar del éxito del sistema, no se instaló en submarinos en serie, ya que un submarino solo podía transportar un suministro limitado de polímero.

## Final de la vida operativa
En 1972, los motores diésel del Albacore se estropearon y no quedaban piezas de repuesto para ellos. Para reemplazar los motores se planificó una modernización en la Fase 6. Los nuevos motores diésel de diseño tradicional ocupaban mucho más espacio, por lo que para su instalación en el submarino sería necesario cortar e insertar una sección de 12 pies en el centro del casco. Tal cambio en los contornos del casco aumentaría significativamente la resistencia del barco y reduciría sus características operativas, y por lo tanto, al final, rechazaron actualizaciones costosas y el submarino se puso en reserva.

## Barco museo

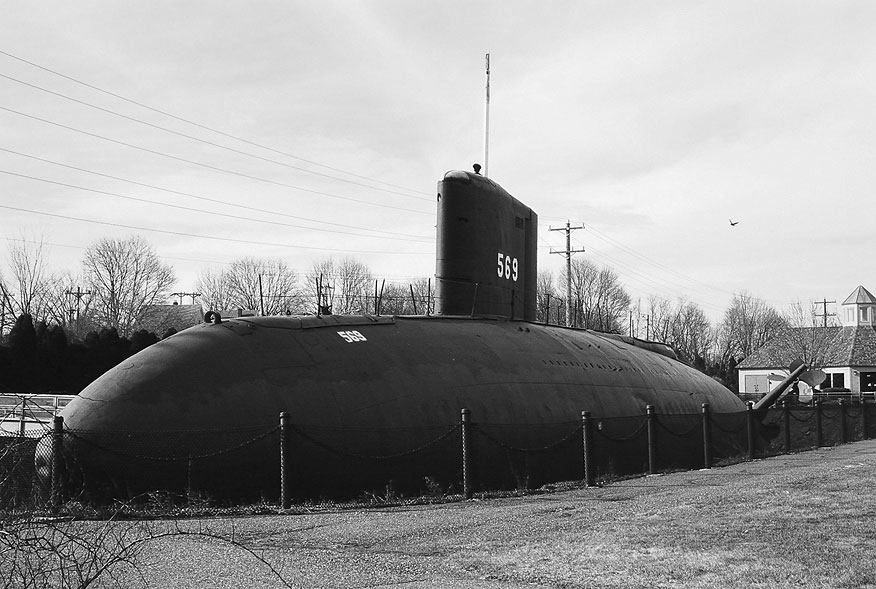
El Albacore como museo

Después de que el USS Albacore finalizó el servicio activo, el barco fue remolcado a la Instalación de Buques Inactivos en el Astillero Naval de Filadelfia, donde permaneció durante 7 años, hasta que la Sub-Junta de Inspección y Encuesta de la Armada emitió una recomendación para retirar la unidad del Registro Naval. En abril de 1980, el Jefe de Operaciones Navales, en una recomendación al Secretario de la Armada, declaró que: "La Armada no tiene intenciones hacia esta unidad, tanto como un barco operacional como una plataforma de construcción y desarrollo, por lo tanto, propongo usar el "Albacore" para experimental, destinado a destruir el objetivo ". El 1 de mayo de 1980, el barco fue finalmente eliminado del registro de la Marina de los Estados Unidos.
Mientras que la marina estaba considerando la mejor manera de usar un barco fuera de servicio, la Sociedad Marina de Portsmouth hizo esfuerzos para obtener un barco para su exhibición permanente en su museo marítimo. Debido a problemas financieros, la asociación, transformada en ese momento en la Asociación Portsmouth Submarine Memorial Association, se vio obligada a tomar medidas para obtener ayuda pública parcial. Finalmente, en abril de 1984, el USS Albacore fue remolcado a 920 km de Filadelfia a Portsmouth, New Hampshire, donde todavía es una exposición permanente en el Museo Marítimo de Portsmouth y el Parque Albacore.